# Storytime (Film)
Storytime ist ein britischer animierter Kurzfilm von Terry Gilliam aus dem Jahr 1968.

## Handlung
Ein Mann erklärt den Kindern, dass er ihnen die Geschichte Don the Cockroach erzählen will. In einem wunderschönen Schloss lebte einst eine Kakerlake namens Don, die den Tag damit verbrachte, auf Weißbrot zu hüpfen und unter den Dielenbrettern zu laufen. Eines Tages wurde sie beim Lauf über die Dielen von einem Mann zertreten und der Erzähler stellt fest, dass das nicht weiter schlimm sei, da Kakerlaken sowieso nicht sonderlich interessant seien. Über den Mann, der Don zertreten hat, wird eine Kette von Beziehungen erstellt, so war sein Bruder der Freund eines gut angestellten Mannes. Der wiederum arbeitete für einen Buchhalter, der für einen Arzt arbeitete. Dieser hatte einst die Schwester eines bekannten Boxers behandelt, dessen größter Bewunderer seine Mutter war. Die Mutter hatte einst eine Affäre mit einem Klempner, der wiederum für einen Artisten arbeitete. Dessen Reinigungsfrau war gerade mit der Bekämpfung von Kakerlaken beschäftigt. Erneut beginnt die Geschichte von Don, bis eine Stimme aus dem Off erklärt, dass der Erzähler das alles bereits erzählt habe. Eine Einblendung erklärt, dass der Animator des Films gefeuert wurde und dass der nächste Cartoon besser werde.
Im nächsten Film, The Albert Einstein Story, wird der Mann Albert Einstein vorgestellt, der als einziger Mensch weltweit außer dem berühmten Albert Einstein diesen Namen trägt. Einstein wiederum ist zwar nicht wissenschaftlich tätig, hat dafür aber tolle Hände, die ihn zuweilen streicheln. In einer Rückschau wird gezeigt, dass seine Hände früher ihr eigenes Ding machten, zusammen bis spät nachts ausgingen und eine Affäre mit einem Fuß eingingen, was für Klatsch in der feinen Hände-Gesellschaft sorgte. Am Ende werden Fred & Frank Feet and Their Dancing Body angekündigt und Männer mit überdimensionalen Füßen tanzen auf einer Bühne. The End wird eingeblendet.
The Christmas Card beginnt und zeigt einen alten Mann allein am 25. Dezember 1968 zu Weihnachten in einem spärlich möblierten Zimmer in London. Plötzlich geht die Tür auf und ein überdimensionaler Umschlag wird ins Zimmer geschoben. Heraus kommt eine ebenso große Weihnachtskarte mit der Aufschrift Joy to the World, Händels Halleluja ertönt. Der Sprecher erklärt, dass eine Weihnachtskarte Weihnachten erst komplett mache. Mehrere Weihnachtskarten werden gezeigt, deren Figuren sich bewegen. Unter anderem irren die Heiligen Drei Könige dem Stern von Betlehem hinterher, kleine Kinder beschießen den Weihnachtsmann mit Schneebällen, der wiederum stiehlt weinenden Mädchen ihre Geschenke und ein Jäger erschießt die friedlich im Schnee stehenden Rehe. Am Ende wird zurück in das Zimmer des Mannes geblendet, der begeistert um die Weihnachtskarte herumtanzt. Plötzlich endet das Halleluja abrupt und die Karte wird mit dem Hinweis, dass sie falsch zugestellt wurde, aus dem Zimmer gezogen. Der Mann schaut verdutzt in die Kamera. The End wird eingeblendet.

## Produktion
Terry Gilliam erstellte für die Fernsehshow Do Not Adjust Your Set einige Animationskurzfilme, darunter The Christmas Card, der Ende 1968 im Rahmen eines Weihnachts-Specials von Do Not Adjust Your Set gezeigt wurde. The Albert Einstein Story und Don the Cockroach erschienen möglicherweise erst 1971 bzw. 1972 in der Sendung The Marty Feldman Comedy Machine. Wann genau die Einzelsegmente zum Gesamtfilm Storytime zusammengesetzt wurden, ist daher umstritten. In der Regel wird jedoch 1968 als Entstehungsjahr angegeben. Storytime gilt daher als das eigentliche Regiedebüt Terry Gilliams.
Storytime lief unter anderem 1980 als Vorfilm zur britischen Erstaufführung von Das Leben des Brian sowie 2001 anlässlich der Wiederaufführung von Gilliams Jabberwocky in den Kinos. Im November 2009 war Storytime einer von drei Kurzanimationsfilmen Gilliams, die im Rahmen eines Gilliam-Specials in der Sendung Tracks von ARTE gezeigt wurden. Bereits 2005 erschien der Film auf der DVD Le court des grands.
Der Film nimmt in seinem markanten Stil in Stop-Motion, mit Cut-Out-Animation und Collagetechniken, die späteren Python-Animationen z. B. in Monty Python’s Flying Circus vorweg.